# Pelagornis
Pelagornis („pelagický pták“) byl rod velkého mořského ptáka, žijícího v období pozdního oligocénu až raného pleistocénu. Některé fosilie mohou pocházet až z období eocénu (asi před 40 miliony let). Jeho fosilie byly objeveny prakticky po celém světě. Jednalo se patrně o jednoho z největších létajících ptáků všech dob.

## Popis

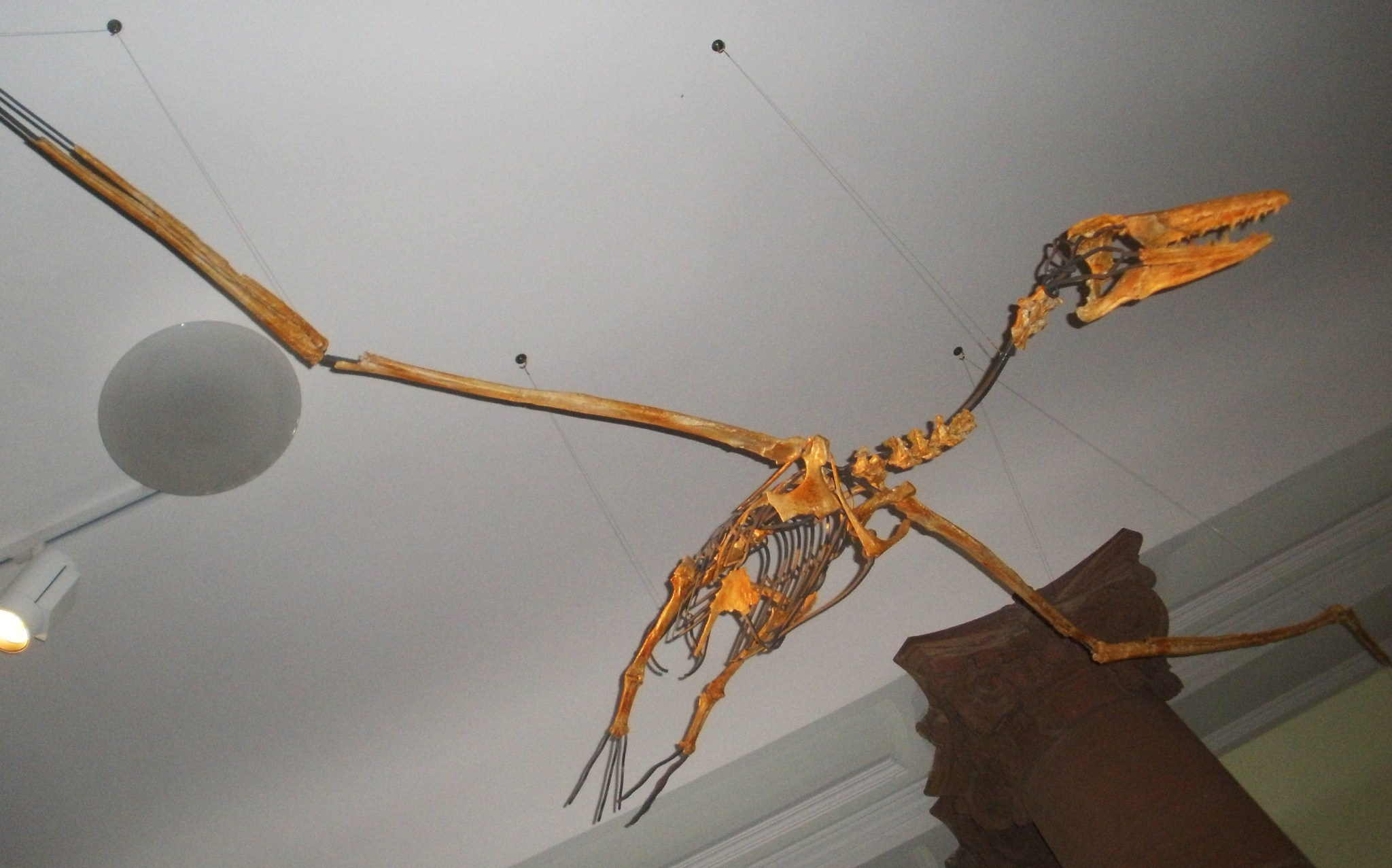
Rekonstruovaná kostra druhu Pelagornis chilensis v muzejní expozici (pohled zdola).

Pelagornisové byli velcí ptáci s lebkou dlouhou kolem 40 cm a rozpětím křídel asi 5 až 7 metrů. To z nich činilo jedny z největších letu schopných ptáků vůbec, a to s jedinou výjimkou v podobě obřího teratorna druhu Argentavis magnificens.
Zajímavým anatomickým znakem těchto ptáků byly nepravé zuby, vyrůstající z okraje jejich zobáku. Ty byly součástí zobáku samotného, vyrůstaly z jeho okrajů (nikoliv jamek, jako pravé zuby) a poměrně snadno se lámaly. Po celý život ptáka nicméně dorůstaly a sloužily k lepšímu uchopení kluzké rybí kořisti. Ta byla zřejmě hlavní potravou pelagornisů. Celkově se siluetou svého těla značně podobali například dnešním albatrosům, rozpětí jejich křídel však mohlo být až dvojnásobné.

## Taxonomie

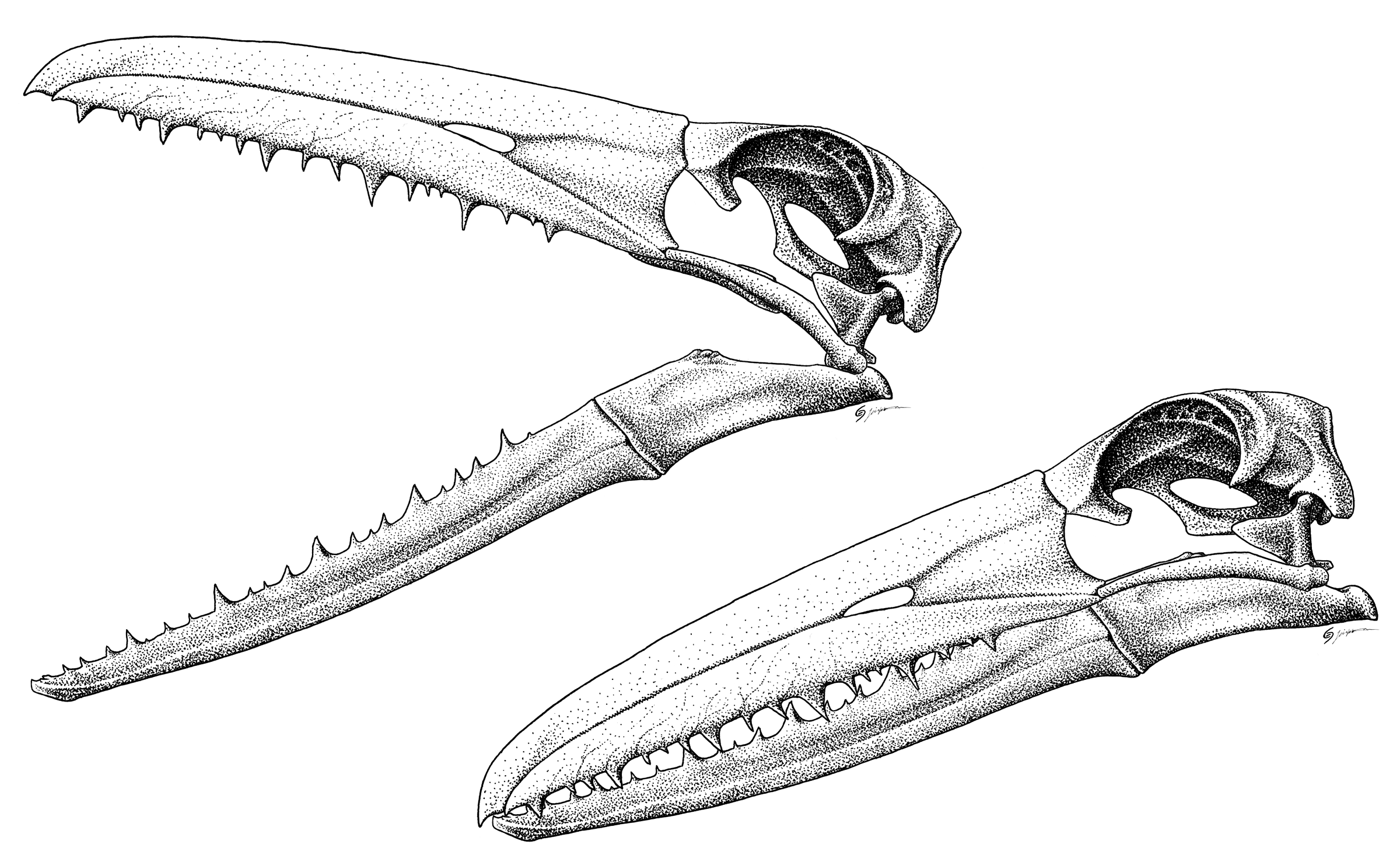
Rekonstrukce lebky druhu Pelagornis sandersi

v současnosti rozlišujeme pět platných druhů rodu Pelagornis, a sice P. miocaenus (popsaný roku 1857), P. mauretanicus (2008), P. chilensis (2010) a P. sandersi (2014). Stále není jasné, zda se jednalo o blízké příbuzné trubkonosých ptáků, pelikánů, čápů nebo spíše vrubozobých. Fosilie tohoto rodu byly objeveny také na území Antarktidy.